# Brian De Palma
Brian Russell De Palma (Newark, Nueva Jersey, 11 de septiembre de 1940), conocido como Brian de Palma, es un director de cine y guionista estadounidense.

## Primeros años
De Palma nació el 11 de septiembre de 1940 en Newark, Nueva Jersey, el más joven de tres hermanos, hijo del cirujano ortopédico Anthony Federico De Palma, de origen italiano, y de Viviene De Palma. Desde muy temprana edad se interesó sobre todo por las ciencias y la técnica; en dos ocasiones ganó la "National Science Fair Competition" (Concurso Nacional de Ciencias). Cuando estudiaba en el instituto, se encargaba de construir ordenadores.
Mientras estudiaba la carrera de física, descubrió su pasión por el séptimo arte, interesándose especialmente por el trabajo de Alfred Hitchcock, Roman Polanski y Jean-Luc Godard. De 1962 a 1964 estudió arte dramático en el Sarah Lawrence College de Nueva York y dirigió varios cortometrajes.

## Carrera
Tras seis producciones independientes, en las que destaca su primera mirada hacia los conflictos bélicos y en especial a la guerra de Vietnam, Saludos (1968) y su secuela ¡Hola, mamá! (1969), con un joven y desconocido Robert De Niro, salta a la fama con la película Hermanas (1972) y usa por primera vez las pantallas divididas, que después serán, junto con el estilo voyerista que ya había mostrado en sus películas anteriores, una característica en su estilo.
El éxito de esta película le llevaría a hacer un cine donde el thriller de marcada influencia hitchcockiana sería su estandarte, aunque serían dos obras de género fantástico, El fantasma del paraíso (1974) y sobre todo el descomunal éxito de la primera adaptación de una novela de Stephen King, Carrie (1976), las que le situarían como uno de los más interesantes autores del nuevo cine de Hollywood que despuntó en los años 1970. Como curiosidad cabe señalar que George Lucas y él, grandes amigos entonces, hicieron un casting conjunto para Carrie y La Guerra de las Galaxias. También ayudó a redactar el texto que aparece en la primera escena de esta película.
Ya en los 80 encadenaría éxitos y fracasos a partes iguales. Siempre que volvía al thriller al estilo Hitchcock triunfaba (Vestida para matar y Doble cuerpo), pero sus inquietudes le llevaron a aceptar el encargo de rodar una nueva versión del clásico Scarface (1932), con Al Pacino como gran estrella. A pesar de haber sido una de las películas más taquilleras de 1983 (recaudó 65 millones de dólares) y que hoy en día es un clásico de culto, en su época fue destrozada por la crítica y supuso un enorme fracaso comercial que hizo que Pacino sólo rodase una única película desde ahí hasta 1989.
Tras rodar una inocente comedia de mafiosos donde la personalidad del director no se deja ver por ninguna parte, Dos tipos geniales, llega al cénit de su carrera con otro trabajo de encargo, The Untouchables. Pionera en la adaptación de series televisivas a la gran pantalla, tanto la crítica como el público la respaldaron. En la cinta se reúne un magnífico plantel de actores donde se ven a unos despuntantes Kevin Costner y Andy García, y a unos espléndidos Sean Connery, quien ganaría el Óscar al Mejor Actor de Reparto por su rol en la cinta, y Robert De Niro, deslumbrante en el papel de Al Capone. Cabe mencionar que Al Capone fue la inspiración del tándem Howard Hawks/Howard Hughes para el antihéroe Tony Camonte en la Scarface original.
Tras este sensacional éxito, De Palma vuelve los ojos a su vieja obsesión sobre Vietnam aprovechando la estela de premios de Platoon (1986) de Oliver Stone. En esta ocasión rememora una noticia que le marcó en su juventud, la violación de una joven vietnamita a manos de unos soldados estadounidenses, en Corazones de hierro (1989). La cinta, a pesar de sus buenas intenciones, se hundió en la taquilla y fue ignorada a pesar (o quizás por culpa) de contar con el emergente Michael J. Fox como protagonista. Cabe reseñar que esta historia la retomaría años después en Redacted (2007), pero enmarcándola en la guerra del Golfo.
Su mayor fracaso fue sin embargo su siguiente película, La hoguera de las vanidades (1990), destrozada y denostada a partes iguales; el intento de sacarle de la condición de "artesano" para ser un autor acabó como si hubiese sido un espejismo, aunque todavía haría una última intentona con la notable Atrapado por su pasado (1993), donde reúne a Al Pacino y a Sean Penn en un intenso duelo actoral que sigue la estela de Cara Cortada. Al igual que ésta, en su momento pasó desapercibida para posteriormente convertirse en un clásico del cine.
En la filmografía pendular de De Palma no podía faltar otra nueva adaptación por encargo de una serie de TV. Misión: Imposible (1996) es un vehículo para lucimiento de su productor y protagonista Tom Cruise. No se sabe si por las constantes peleas entre estrella y director, el trabajo de De Palma fue eficaz pero sin chispa, lo cual desgraciadamente se ha convertido desde entonces en moneda común en su cine. A pesar de esto se saldó con una taquilla arrolladora que dio al neoyorquino vida tras las pobres recepciones de sus últimas películas.
Ojos de serpiente (1998) y Misión a Marte (2000) intentaron ser, igual que la anterior, vehículos de lucimiento de Nicolas Cage; la primera, intentó consolidar la posición de los emergentes Gary Sinise, Don Cheadle, Connie Nielsen y Jerry O'Connell, mientras que la segunda trató de afianzar el estatus de Tim Robbins, pero en ambos casos las cifras no fueron lo suficiente como para llamar la atención a pesar de ser películas esforzadas, aunque no notables.
Después de Misión a Marte, y tras una serie de problemas con la industria estadounidense, se traslada a Francia, donde reside, y encuentra una serie de productores, con los que consigue filmar Femme Fatale (2002). Esta película, a pesar de recibir críticas negativas, es considerada por críticos de renombre como Roger Ebert como una excelente película. Unos años más tarde, se reencuentra con el productor Art Linson (productor de Los intocables de Eliot Ness y Corazones de Hierro) y regresa a los Estados Unidos para dirigir La Dalia Negra (2006), también con pobres resultados.
Tras este último fracaso, vuelve a sus orígenes, al cine de pequeño formato, a la obsesión sobre la guerra y a la ruptura visual a la que acostumbró al público con Redacted (2007), pero, como todas las películas bélicas ambientadas en el conflicto del golfo, esta también pasó desapercibida.
En 2017 Brian De Palma empezó el rodaje del thriller Domino en Málaga, y luego se trasladó a Almería para rodar en el aeropuerto, la plaza de toros y el puerto. La película estaría protagonizada por Nikolaj Coster-Waldau, y la selección de figurantes tuvo lugar en el Estadio de los Juegos Mediterráneos. Tras la primera toma, que se rodó en la plaza de toros, el rodaje tuvo problemas debido a las exigencias, a los pocos figurantes y el cambio de protagonista de Christina Hendricks a Carice van Houten. Al terminar el rodaje en Almería,
De Palma se marchó a rodar en Dinamarca.Finalmente Brian De Palma no continuó con la película debido al bajo presupuesto que tenía[cita requerida].
Por motivo de su llegada a Almería por el rodaje de Domino, Brian De Palma recibió una miniatura de la estrella que luciría en el Paseo de la Fama de Almería, al igual que sucedió con el protagonista Nikolaj Coster-Waldau.

## Filmografía

### Largometrajes
| Año  | Título                      |
| ---- | --------------------------- |
| 1968 | Greetings                   |
| 1968 | Murder à la Mod             |
| 1969 | The Wedding Party           |
| 1970 | Hi, Mom!                    |
| 1970 | Dionysus in '69             |
| 1972 | Get to Know Your Rabbit     |
| 1973 | Sisters                     |
| 1974 | El fantasma del paraíso     |
| 1976 | Obsession                   |
| 1976 | Carrie                      |
| 1978 | The Fury                    |
| 1979 | Home Movies                 |
| 1980 | Dressed to Kill             |
| 1981 | Blow Out                    |
| 1983 | Scarface                    |
| 1984 | Body Double                 |
| 1986 | Wise Guys                   |
| 1987 | The Untouchables            |
| 1989 | Casualties of War           |
| 1990 | The Bonfire of the Vanities |
| 1992 | Raising Cain                |
| 1993 | Carlito's Way               |
| 1996 | Mission: Impossible         |
| 1998 | Snake Eyes                  |
| 2000 | Mission to Mars             |
| 2002 | Femme Fatale                |
| 2006 | The Black Dahlia            |
| 2007 | Redacted                    |
| 2012 | Passion                     |
| 2019 | Domino                      |

### Cortometrajes
- Icarus (1960)
- 660124: The Story of an IBM Card (1961)
- Woton's Wake (1962)
- Jennifer (1964)
- Bridge That Gap (1965)
- Show Me a Strong Town and I'll Show You a Strong Bank (1966)

### Video musical
- Dancing in the Dark de Bruce Springsteen (1984)

## Premios y distinciones
Festival Internacional de Cine de Venecia
| Año  | Categoría                          | Película | Resultado |
| ---- | ---------------------------------- | -------- | --------- |
| 2007 | León de Plata a la mejor dirección | Redacted | Ganador   |
| 2015 | Premio Jaeger-LeCoultre            | -        | Ganador   |

Festival Internacional de Cine de Berlín
| Año  | Categoría    | Película | Resultado |
| ---- | ------------ | -------- | --------- |
| 1969 | Oso de Plata | Saludos  | Ganador   |

## Influencia

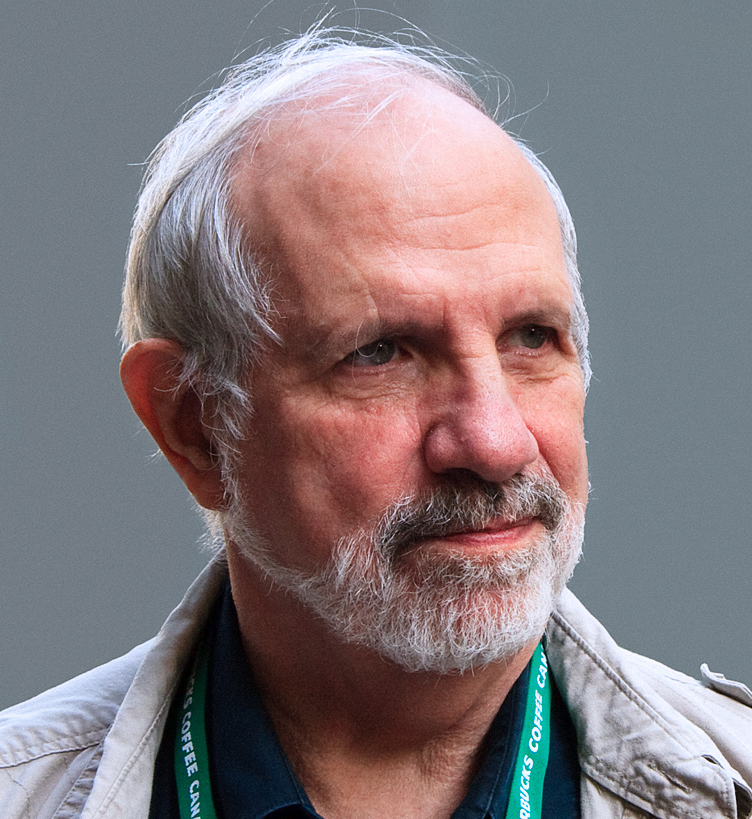
De Palma, en el International Film Festival de Toronto de 2008.

A menudo se cita a De Palma como miembro destacado de la generación de directores de cine del Nuevo Hollywood, un pedigrí distinto que surgió de las escuelas de cine o es abiertamente cinéfilo. Entre sus contemporáneos se encuentran Martin Scorsese, Paul Schrader, John Milius, George Lucas, Francis Ford Coppola, Steven Spielberg, John Carpenter y Ridley Scott. Su arte en la dirección y el uso de la cinematografía y el suspense en varias de sus películas se ha comparado a menudo con el trabajo de Alfred Hitchcock. A los psicólogos les ha intrigado la fascinación de De Palma por la patología, por el comportamiento aberrante que despierta en los personajes que se encuentran manipulados por otros.
De Palma ha alentado y fomentado las carreras cinematográficas de directores como Mark Romanek y Keith Gordon, con este último colaboró en dos ocasiones con Gordon como actor, tanto en Home Movies como en Dressed to Kill de 1980. Entre los cineastas influenciados por De Palma se encuentran Terrence Malick, Quentin Tarantino, Ronny Yu, Don Mancini, Nacho Vigalondo, Jack Thomas Smith y Ryan Coogler. Durante una entrevista con De Palma, Quentin Tarantino dijo que Blow Out es una de sus películas favoritas de todos los tiempos, y que después de ver Scarface supo cómo hacer su propia película. Ryan Coogler luego del estreno de su película Sinners de 2025, lanzó una carta compartida por IndieWire en el que mencionó a los directores que lo influenciaron, entre ellos a Brian De Palma.
Entre los críticos que suelen admirar el trabajo de De Palma se encuentran Pauline Kael y Roger Ebert. Kael escribió en su crítica de Blow Out: "A los cuarenta años, Brian De Palma lleva más de veinte años de cine a sus espaldas, y ha ido mejorando. Cada vez que se estrena una nueva película suya, todo lo que ha hecho antes parece haber sido una preparación para ella". En su crítica de su película de 2002 Femme Fatale, Roger Ebert escribió sobre el director: "De Palma merece más honor como director. Considera también estos títulos: Hermanas, Blow Out, La furia, Vestida para matar, Carrie, Scarface, Los sabios, Bajas de guerra, Carlito's Way, Misión: Imposible. Sí, hay algunos fracasos por el camino (Ojos de serpiente, Misión a Marte, La hoguera de las vanidades), pero hay que fijarse en el abanico que hay aquí, y reflexione que estas películas contienen un tesoro para aquellos que admiran el oficio además de la historia, que perciben el regocijo con el que De Palma manipula imágenes y personajes por el simple placer de ser bueno en ello. No es sólo que a veces trabaje al estilo de Hitchcock, sino que se atreve a hacerlo"
La influyente revista de cine francesa Cahiers du Cinéma ha colocado cinco de las películas de De Palma (Carlito's Way, Misión imposible, Snake Eyes, Misión a Marte y Redacted) en su lista anual de las diez mejores, con Redacted en primer lugar en la lista de 2008. La revista también incluyó Carlito's Way como la mejor película de la década de 1990.
Su vida y carrera en sus propias palabras fue objeto del documental de 2015 De Palma, dirigido por Noah Baumbach y Jake Paltrow.
Julie Salamon escribió que los críticos han acusado a De Palma de ser "un perverso misógino". De Palma ha respondido a tales acusaciones diciendo: "Siempre se me ataca por tener un enfoque erótico y sexista, picando a las mujeres, poniendo a las mujeres en peligro. Yo hago películas de suspenso. ¿Qué más les va a pasar?"
Sus películas también han sido interpretadas como feministas y examinadas por sus afinidades hacia lo queer. En Film Comment "Queer and Now and Then" columna sobre Femme Fatale, el crítico de cine Michael Koresky escribe que "las películas de De Palma irradian una innegable energía queer" y señala el "intenso atractivo" que las películas de De Palma tienen para los críticos homosexuales. En su libro El thriller erótico en el cine contemporáneo, Linda Ruth Williams escribe que "De Palma comprendió la potencia cinematográfica del folleteo peligroso, quizá antes que sus detractores feministas".
El crítico de cine David Thomson escribió en su entrada para De Palma: "Hay una astucia autoconsciente en la obra de De Palma, dispuesta a controlar todo excepto su propia crueldad e indiferencia". Matt Zoller Seitz se opuso a esta caracterización, escribiendo que hay películas del director que pueden verse como "directamente empáticas y/o moralistas".
La película Carrie fue introducida en 2022 al National Film Registry de la Biblioteca del Congreso de Estados Unidos por ser "cultural, histórica o estéticamente significativa".